# Сан Ђузепе (Ферара)
Сан Ђузепе (итал. San Giuseppe) је насеље у Италији у округу Ферара, региону Емилија-Ромања.
Према процени из 2011. у насељу је живело 2689 становника. Насеље се налази на надморској висини од 0 м.